# Buchwaldoboletus sphaerocephalus
Bolet soufré, Bolet à chapeau sphérique
Espèce
Statut de conservation UICN

 DD  : Données insuffisantes
Buchwaldoboletus sphaerocephalus, le Bolet soufré, est une espèce rare de champignon (Fungi) basidiomycète du genre Buchwaldoboletus dans la famille des Boletaceae qui a la particularité de pousser sur sciure ou bois pourri de conifères. Il est aussi caractérisé par ses couleurs crème jaunâtre, son grand chapeau souvent hémisphérique, sa chair bleuissante et sa pousse souvent cespiteuse.

## Taxonomie
Le nom correct complet (avec auteur) de ce taxon est Buchwaldoboletus sphaerocephalus (Barla) Watling & T.H. Li.
L'espèce a été initialement classée dans le genre Boletus sous le basionyme Boletus sphaerocephalus Barla.

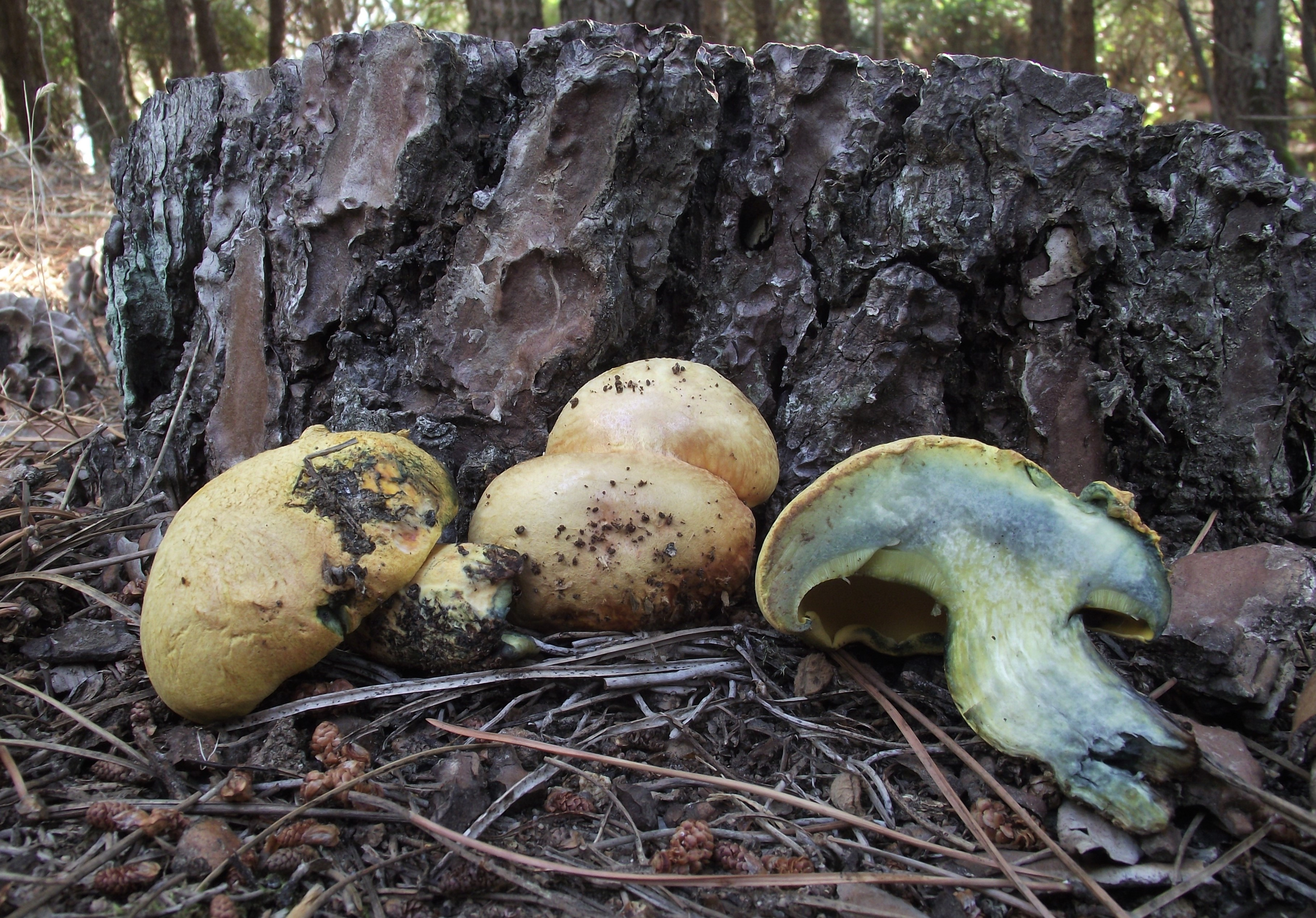
Sporophores de B. sphaerocephalus poussant sur un tronc de conifère en Sardaigne.

### Synonymes
Buchwaldoboletus sphaerocephalus a pour synonymes :
- Boletus sphaerocephalus Barla
- Boletus sulphureus f. sphaerocephalus (Barla) Konrad & Maubl.
- Boletus sulphureus Fr.
- Buchwaldoboletus hemichrysus sensu auct. brit.
- Buchwaldoboletus hemichrysus f. sphaerocephalus (Barla) Estadès & Lannoy
- Buchwaldoboletus sulphureus (Quél.) Watling & N.M.Greg., 1988
- Chalciporus sphaerocephalus (Barla) F.Roqué
- Ixocomus sphaerocephalus (Barla) Quél.
- Ixocomus sulphureus (Quél.) E.-J.Gilbert, 1931
- Phlebopus sulphureus (Quél.) Singer
- Suillus sphaerocephalus (Barla) Kuntze
- Versipellis sulphurea Quél., 1886
- Viscipellis sphaerocephala (Barla) Quél.

### Phylogénie
Les anciennes récoltes Européennes étaient faites sous le nom de Buchwaldoboletus hemichrysus, le Bolet à moitié jaune, les récoltes cespiteuses étant parfois considérées comme une forme de B. hemichrysus sous le nom de B. hemichrysus f. sphaerocephalus. Cependant, les analyses moléculaires ont révélé que B. hemichrysus est en réalité une espèce Nord-Américaine et que les récoltes Européennes doivent se réferer à l'espèce B. sphaerocephalus.

### Étymologie
L'épithète spécifique sphaerocephalus fait réfèrence au chapeau presque sphérique de cette espèce lorsqu'elle est jeune puis restant ensuite longtemps hémisphérique.

## Description du sporophore
Les bolets sont des champignons dont l’hyménophore, constitué de tubes et terminés par des pores, se sépare facilement de la chair du chapeau. Ce chapeau d'abord rond, recouvert d'une cuticule, devient convexe à mesure qu’il vieillit. Ils ont un pied (stipe) central assez épais et une chair compacte. Les caractéristiques morphologiques de B. sphaerocephalus sont les suivantes :
Son chapeau mesure jusqu'à 20 cm, il est d'abord presque rond puis fortement hémisphérique avant de devenir convexe. Il est glabre, visqueux, surtout dans des conditions humides, de couleur crème, jaunâtre, jaune à jaune éclatant puis parfois taché d'orange ou rouillé pourpre,.
L'hyménophore présente des tubes courts, terminés par des pores jaunes devenant olivâtres, bleuissants au toucher.
Son stipe est charnu, concolore au chapeau.
La chair est jaune, bleuissante à la coupe,.

### Caractéristiques microscopiques
Ses spores mesurent 6 à 8,5 µm x 3 à 4,5 µm.

## Galerie

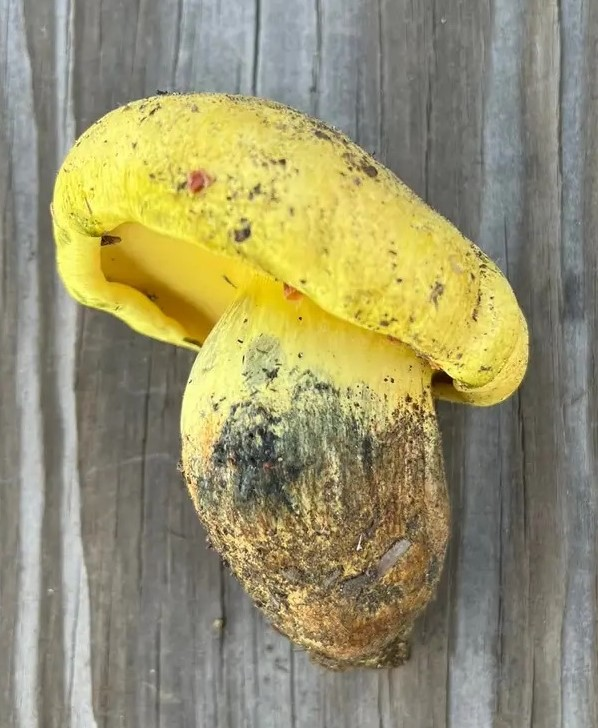
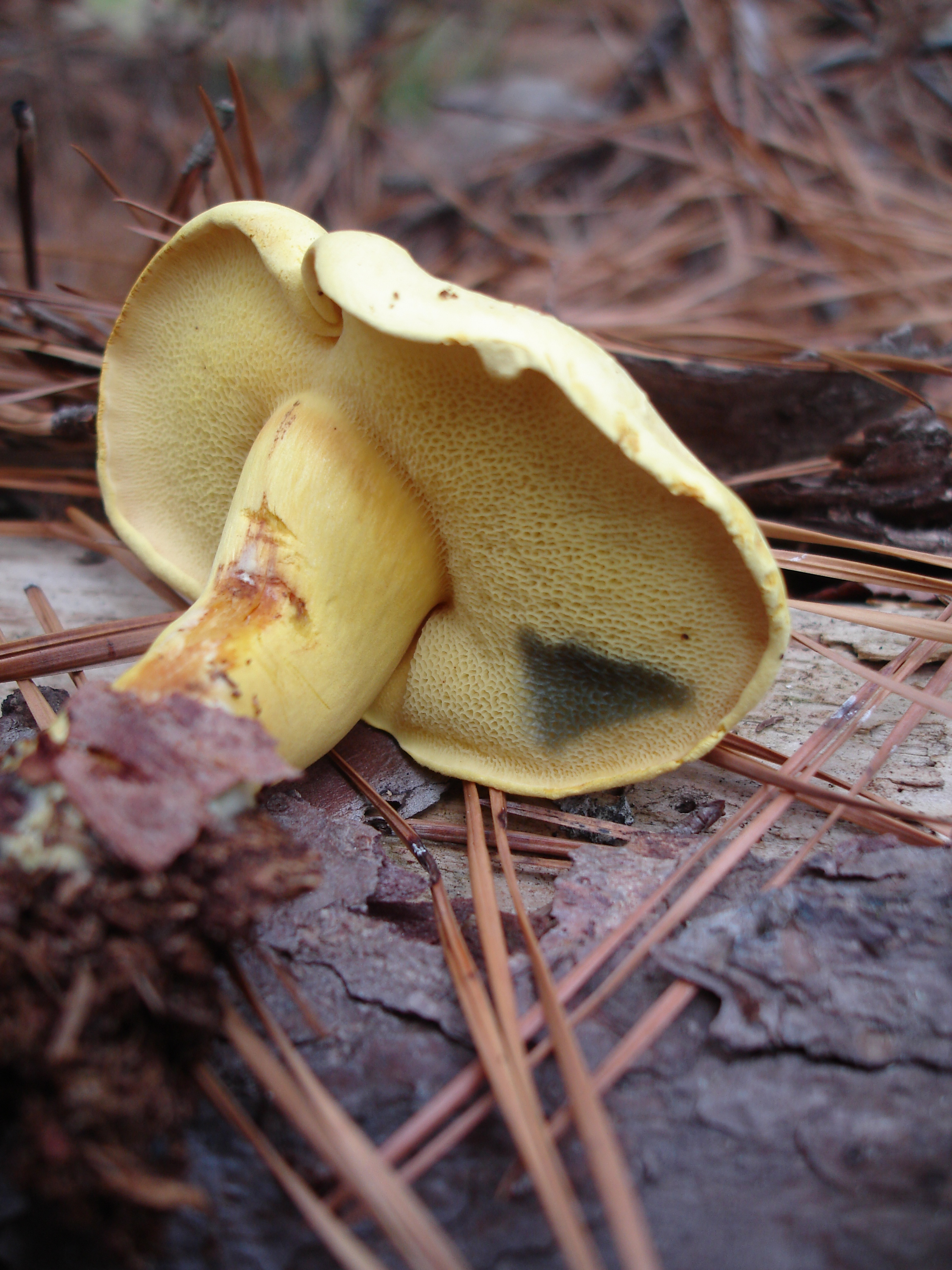
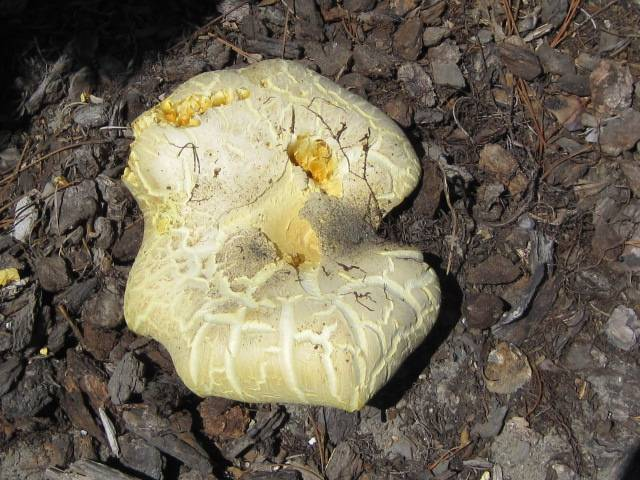
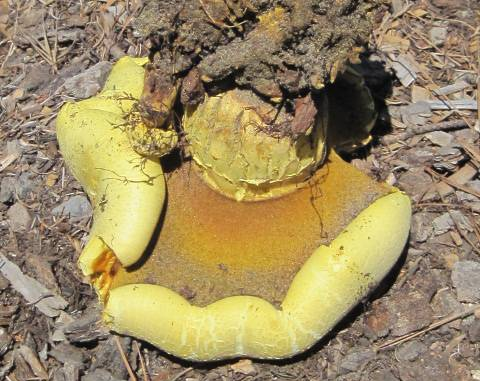
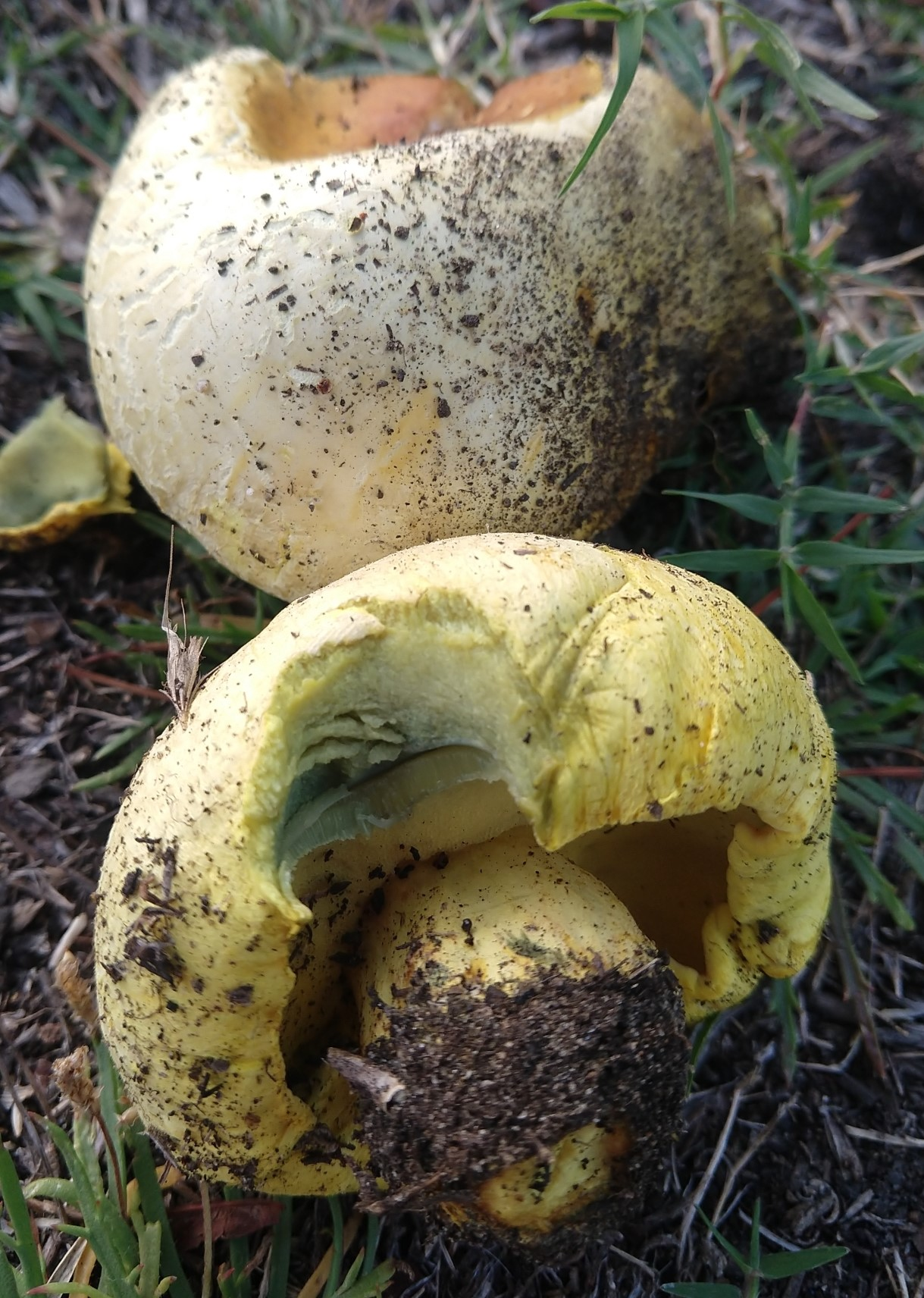
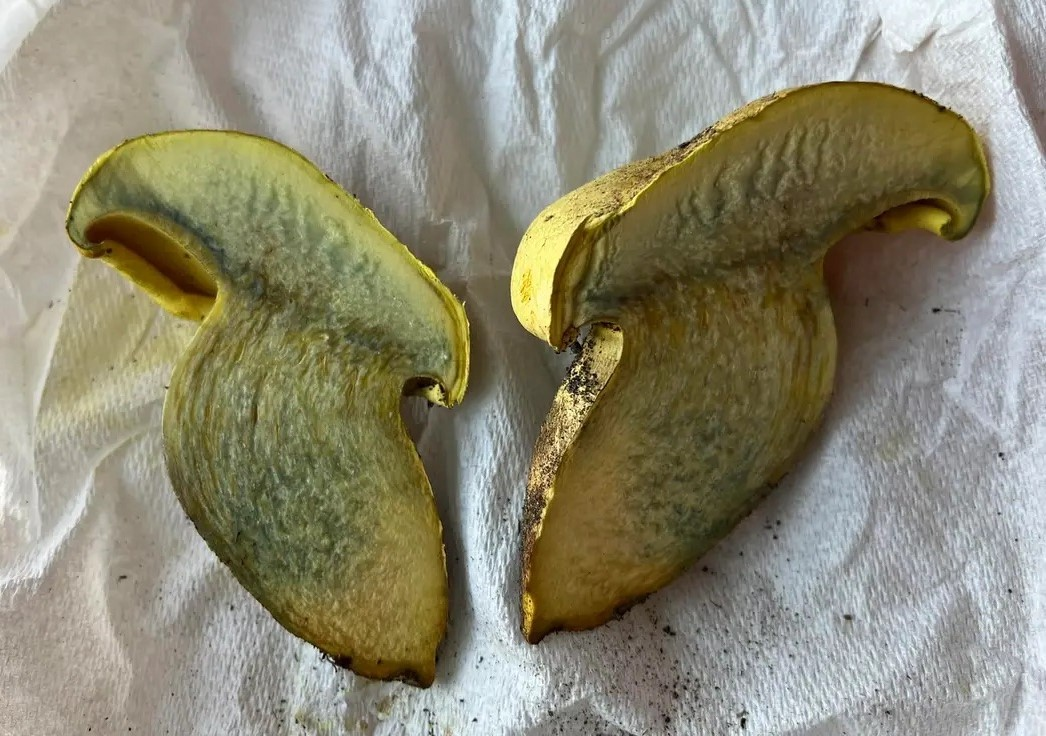

## Habitat et distribution

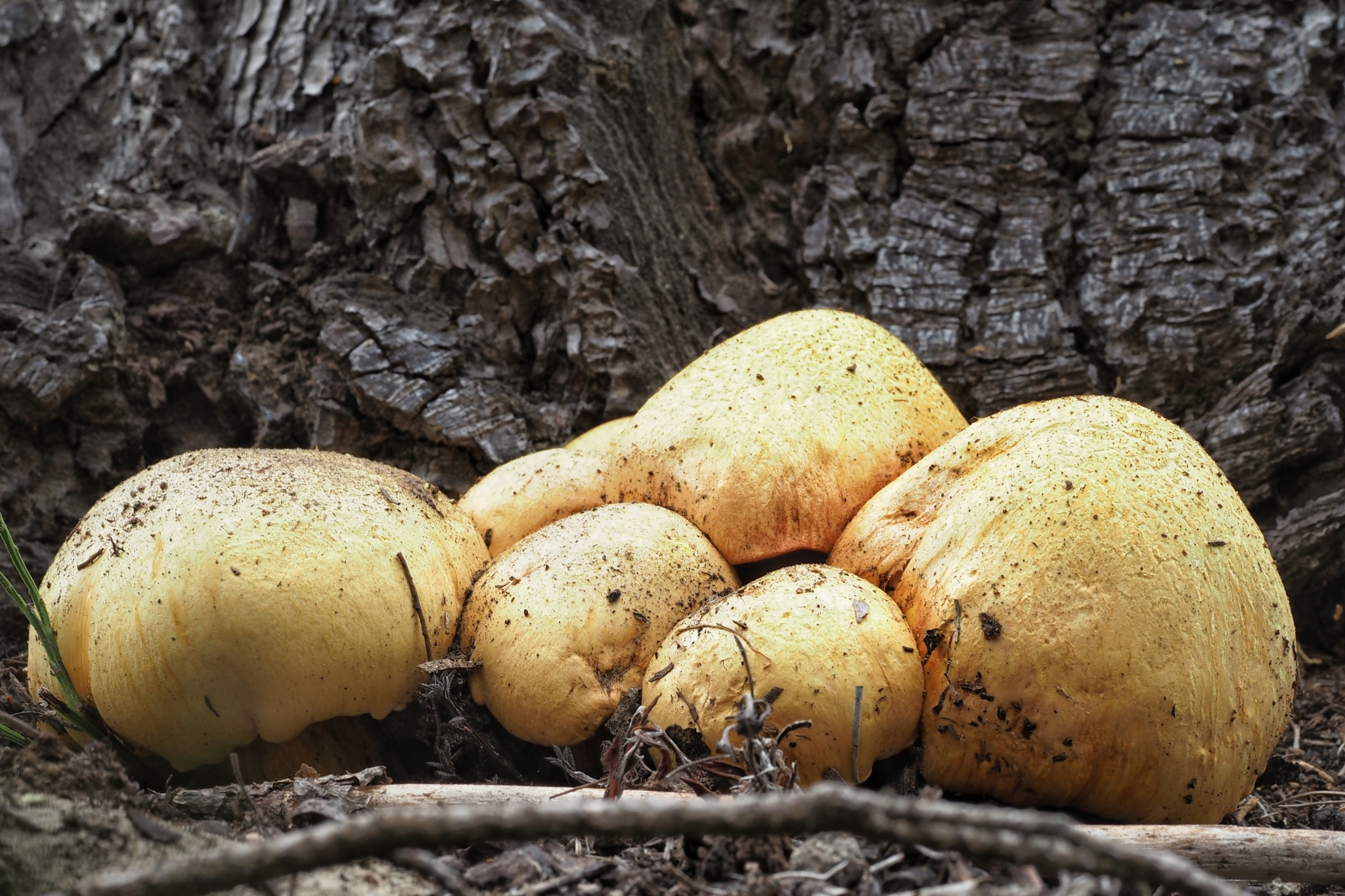
Pousse cespiteuse de B. sphaerocephalus.

Il s'agit un champignon saprophyte, poussant isolé ou en touffe (cespiteux), sur sciure, souche et bois pourrissant de conifères, surtout de pin,. Il serait aussi lié à Phaeolus schweinitzii.

## Statut de conservation

### Régional
- Alsace : classement de cette espèce en catégorie VU (Vulnérable) au niveau régional[6].
- Franche-Comté : classement de cette espèce en catégorie supposément RE (Disparue au niveau régional)[7].

## Comestibilité
Les espèces appartenant au genre Buchwaldoboletus sont rares et l'on ne connaît ni consommation traditionnelle ni effets toxiques résultant d'une consommation occasionnelle, de sorte que l'on manque d'éléments pour évaluer le degré de sécurité alimentaire. Les Buchwaldoboletus sont considérés comme comestibles dans certains textes (Alessio 1985 ; Merlo & al. 1980). D'une manière générale, concernant leur comestibilité, ils doivent être considérés comme des espèces sans interêt alimentaire .

## Confusions possibles
- Le Bolet lignicole (Buchwaldoboletus lignicola) est une autre espèce saprophyte, poussant sur bois en relation avec Phaeolus schweinitzii. Il est d'une stature beaucoup moins imposante, au chapeau et pied brunâtre et aux pores souvent décurrents. Sans interêt alimentaire.
- Le Bolet de Pontevedra (Buchwaldoboletus pontevedrensis), décrit comme ressemblant beaucoup à B. lignicola, seraitn également en relation avec Phaeolus schweinitzii, aurait le chapeau de plus grande taille, un stipe atténué à radicant, des spores mesurant 9,3 x 3,8 μm et des cystides versiformes[9]. Il n'aurait été pour l'instant retrouvé que dans la commune de Pontevedra en Espagne[10]. Sans interêt alimentaire.